# Kenji Itami
Kenji Itami (伊丹 健治, Itami Kenji), né le 15 septembre 1988, est un coureur cycliste japonais.

## Palmarès et résultats

### Palmarès par année
- 2009
  - Grand Prix de Montataire
  - Tour d'Okinawa :
    - Classement général
    - 2e étape
- 2010
  - 2e du Tour d'Okinawa

### Classements mondiaux
| Année           | 2010 | 2011 | 2012 | 2013 | 2014 |
| --------------- | ---- | ---- | ---- | ---- | ---- |
| UCI Africa Tour |      |      | 156e | nc   | 180e |
| UCI Asia Tour   | 47e  | 80e  | 251e | 292e | nc   |